# Eustacio Macrembolita
Eustacio o Eumacio Macrembolita fue un escritor bizantino del siglo XII que escribió, en griego, una novela en prosa en 11 libros, titulada Los amores de Ismene e Ismenias. Apenas se sabe nada de su vida, aunque en algunos manuscritos se le da el título de protonobilisimo, de gran archivero de la corte y de filósofo. Probablemente nació en Constantinopla, puesto que Macrembolita parece derivar del gran mercado de Constantinopla, aunque también se han propuesto Egipto y Palestina como lugares de nacimiento. Algunos autores han estudiado su posible identificación con el arzobispo Eustacio de Tesalónica.

## Obra
Su única obra conocida es Los amores de Ismene e Ismenias, donde se advierte la gran influencia de la novela Leucipa y Clitofonte, de Aquiles Tacio, de fines del siglo II. También se ha sugerido la posible influencia de otros novelistas como Teodoro Pródromo y Nicetas Eugeniano.
En la novela, las ciudades no son ciudades reales y el marco temporal no es reconocible. Son abundantes las alusiones a personajes y dioses de la mitología griega y las descripciones de obras de arte y paisajes.
Su estilo fue duramente criticado por Pierre Daniel Huet pero, según August Heisenberg, Eustacio Macrebolita fue el primero en rescatar la novela como género en época medieval.

### Argumento
Ismenias narra, en primera persona, cómo es enviado en calidad de heraldo de los festivales religiosos de su ciudad de origen, Euríkomis, a la ciudad de Aulíkomis. Allí, se aloja en casa de un noble cuya hija impresiona profundamente a Ismenias, pero él se resiste a los impulsos amorosos en un principio, aunque queda enamorado de ella.
Luego, van todos a Euríkomis para asistir al festival religioso, donde Ismene y su familia son a su vez recibidos hospitalariamente por la familia de Ismenio y prosigue el galanteo entre los dos amantes.
Mientras, el padre de Ismene cuenta que ya ha preparado la boda entre su hija y otro hombre para cuando regresen a su ciudad. Ismenias e Ismene deciden huir en barco. Tras una fuerte tormenta, el capitán, para calmar la furia de Poseidón, tira a Ismene al mar, donde es salvada por un delfín, aunque al llegar a otra ciudad griega, llamada Artíkomis, es vendida como esclava.
Mientras, Ismenias había sido capturado por unos piratas que posteriormente fueron vencidos por soldados griegos y es esclavizado en la ciudad de Dafnípolis. Su amo es el elegido para ir como heraldo de otros festivales. Al llegar a la ciudad de Artíkomis, son hospedados en la casa donde está Ismene como esclava. Al principio no la reconoce y ella se da a conocer en una carta. Mientras, Rópode, la ama de Ismene, se enamora de Ismenias. Tras diversas vicisitudes aparecen los padres de Ismene e Ismenias, estos quedan libres y regresan a Aulíkomis para casarse.